# Joseph Fitzmyer
Joseph Augustine Fitzmyer SJ (Filadelfia, 4 novembre 1920 – Filadelfia, 24 dicembre 2016) è stato un gesuita e biblista statunitense, docente dell'Università Cattolica d'America a Washington D.C..

## Biografia
Il 30 luglio 1938 fu ammesso al noviziato di gesuiti di Wernersville, nella Provincia del Maryland. Nel 1940 fu assegnato alla Loyola University Chicago, dove conseguì il Bachelor of Arts in Lettere, e, due anni più tardi,il Master of Arts in Greco.
Proseguì gli studi in teologia al Facultés Saint-Albert di Lovanio, dove il 15 agosto 1951 divenne sacerdote. L'anno successivo ottenne il Licenza Sacra in Teologia all'Università Cattolica di Lovanio. Nel 1956 completò il dottorato in Semitici alla Johns Hopkins University, e, dodici mesi più tardi, una Licenza in Sacra Scrittura (SSL) al Pontificio Istituto Biblico di Roma.
Dal 1958 al 1969, Fitzmyer insegnò Studi Neotestamentari e le lingue bibliche al Woodstock College, il più antico seminario gesuita negli Stati Uniti. Dal '69 al '71, fu professore di aramaico e di ebraico all'Università di Chicago, quindi per un triennio docente di Nuovo Testamento e lingue bibliche alla Fordham University. 

Dopo un biennio trascorso come docente alla Weston School of Theology di Cambridge, nel Massachusetts, ottenne la cattedra di Studi Neotestamentari al Dipartimento di studi biblici della Università Cattolica d'America, nella quale rimase per dieci anni fino al pensionamento.
Fra il '69 e il '70 ricoprì la carica di presidente della Society of Biblical Literature e dell'Associazione Biblistica Cattolica d'America. Dal '74 al '75 fu lettore-oratore (Speakesr's Lecturer) all'Università di Oxford.

Nel 1984 fu decorato con la medaglia Burkitt della British Academy e nominato membro della Pontificia Commissione Biblica, con la quale collaborò fino al '95. Nel '92, fu eletto al vertice dello Studiorum Novi Testamenti Societas per un incarico annuale.
Dopo aver speso gli ultimi anni in mezzo ai confratelli gesuiti della Georgetown University, si spense il 24 dicembre 2016 a Merion, in Pennsylvania.

## Studi
Le sue pubblicazioni riguardavano i Rotoli del Mar Morto e la Sacra Scrittura, la teologia, la cristologia e la catechesi, fra le quali vi furono il New Jerome Biblical Commentary e alcuni volumi inseriti all'interno dell'Anchor Bible Series. In particolare, diede alle stampe il Jerome Biblical Commentary, the New Jerome Biblical Commentary, and the Anchor Bible Commentary. Per l'Anchor Bible Series redasse il commento al Vangelo secondo Luca (in due volumi), agli Atti degli Apostoli, 1 Corinzi, ai Romani e Filemone.
Il Nuovo Commento Biblico di san Girolamo presenta un sistema di articoli che introducono le epistole del Nuovo Testamento, Galati, Romani, Filemone, la storia del Popolo Eletto, san Paolo apostolo e la sua visione teologica. Al termine di una revisione storica di 40 temi, conclude:
(Joseph Fitzmyer, The New Jerome Biblical Commentary, 1990, p. 1416)
Fitzmyer pubblicò tre commenti in merito alla Romani: The Jerome Biblical Commentary (nel '68), The New Jerome Biblical Commentary (nel' '89) e l'Anchor Bible Commentar (nel '93). L'ultima opera, contenente più di 800 pagine, ha ispirato il volume Spiritual Exercises Based on Paul's Epistle to the Romans ("Esercizi spirituali basati sull'epistola di Paolo ai Romani"), nel quale l'autore si sforza di collegare il commento biblico e l'esegesi con la spiritualità moderna, portando alla luce la coerenza complessiva esistente fra la critica storica, gli strumenti dell'arte retorica, la religiosità ebraica di Paolo e il contesto storico greco-romano nel quale svolse il suo ministero.
Fitzmyer sostenne che la Lettera ai Romani conservava la propria permanente natura salvifica anche per la modernità, contrariamente alla tesi di un nesso causale fra la teologia paolina e il contesto storico dell'apostolo, con particolare riferimento alla crisi interna alla comunità corinzia.
The Impact of the Dead Sea Scrolls riassume 50 anni di ricerche pionieristiche condotte da Fitzmeyer in relazione ai Manoscritti del Mar Morto.